# محمد فودة
محمد فودة لاعب كرة قدم وحكم سعودي سابق.
هو محمد بن عواد بن سليمان فودة مواليد 1952م في المدينة المنورة غرب السعودية، لعب لنادي أحد ثم تحول إلى مجال التحكيم.
له العديد من الإنجازات على المستوي المحلي والدولي. حيث خدم في هذا المجال لمدة 20 عاماً، بداية من 1976 وحتى عام 1996م.
وهو من عائلة رياضية حيث أن شقيقه عبد الله فودة كان يلعب مع أحد قبل انتقاله للهلال، كما أن شقيقاه الآخرين علي وعبد العزيز كانا يلعبان مع أحد.

## السيرة الذاتية
بدأ محمد فودة مسيرته الرياضية كلاعب مع نادي أحد، وذلك عام 1384هـ فيما كانت أول مشاركة له مع الفريق الأول عام 1386هـ وذلك أمام فريق عكاظ من الطائف، وخسرها (4-2) ولكن في المباراة الأخرى مع عكاظ استطاع أن يحرز أولى اهدافه وانتهى اللقاء (3-0).
استمر فودة لاعباً في فريق أحد، حتى أصبح النجم الأول للفريق وتسلم شارة القيادة ولكنه أعلن في سن مبكرة عام 1397هـ اعتزاله كرة القدم وقرر التوجه لمجال تحكيم المباريات.
ذلك القرر كان نقطة تحول في مسيرة محمد فودة، إذ كشف عن موهبة أخرى غير لعب كرة القدم، حيث كان حكماً مميزاً في تطبيق القوانين خلال مسيرته التحكيمية والتي امتدت لعشرين عاماً.
وكان فودة معجباً بالحكم الدولي السابق عبد الرحمن الموزان، ويراه قدوته في مجال التحكيم، ويؤكد دائماً أنه السبب في التحاقه بهذا المجال.
وحصل محمد على الشارة الدولية عام 89م، ونجح في إدارة أكثر من 40 مباراة دولية، وأدار 13 مباراة نهائية في السعودية. واعلن اعتزل في عام 1996م.

## مناصبة واسهاماته
- رئيس للجنة الحكام الفرعية بالمدينة لاكثر من 16 سنة
- عضو لجنة الحكام الرئيسية لكرة القدم لاربعة دورات.
- عضو لجنة الحكام العرب لخمسة سنوات منذعام2005م.
- مستشار لجنة الحكام الرئيسية لكرة القدم منصب محدث جديد لأول مرة.
- محلل تحكيمي في قنوات ART منذ عام 2004 حتى 1/12/2010
- محلل تحكيمي في قنوات MBC منذ 2012 وحتى 2013م.
- شارك في تحليل الحالات التحكيمية في الأمم الآسيوية 2004و2007م و2011
- شارك في تحليل الحالات التحكيمية في الأمم الأفريقية 2006و2008م (تحليل كأس القارات في جنوب اقريقيا)
- شارك في تحليل الحالات التحكيمية في كأس العالم في ألمانيا 2006 الاستوديوهات في ميونخ.
- شارك في تحليل كأس العالم للاندية في اليابان 2008م
- شارك بتحليل كأس العالم للشباب بمصر 2009
- كأس الخليج المقامة في أبوظبي 2007.
- كأس الخليج للاندية.
- بطولة الاندية العربية في جميع بطولاتها.
- جميع مباريات الدوري السعودي مع النهائيات.
- حاصل على 3 دورات تأهيلية للمحاضرين من إنجلترا.
- محاضر معتمد في الاتحاد السعودي لكرة القدم.
- مقيم فني للحكام.
- حصل على مجموعة كبيرة من شاهدت التقدير وشاهدات حضور دورات مختلفة في هذا المجال.
- محلل تحكيمي في جريدة عالم الرياضة لمدة موسمين
- محلل تحكيمي في قناة لاين سبورت (جديدة) 1/12/2010
- قام بوضع خبرته التحكيميه في كتاب عن التحكيم موسوم ب (خبرة السنين في فن التحكيم) وطبعه في بيروت وكان ذلك في عام 2000م.

## وصلات خارجية ومصادر
- حوار مع الحكم فودة